# إيما ريد
إيما ريد (بالإنجليزية: Emma Reed)‏ هي منافسة ألعاب القوى أمريكية، ولدت في 30 مايو 1925، وتوفيت في 4 أبريل 2014.

## وصلات خارجية
- إيما ريد على موقع أوليمبيديا (الإنجليزية)